# Payré
Payré är en kommun i departementet Vienne i regionen Nouvelle-Aquitaine i västra Frankrike. Kommunen ligger i kantonen Couhé som tillhör arrondissementet Montmorillon. År 2018 hade Payré 1 035 invånare.

## Befolkningsutveckling
Antalet invånare i kommunen Payré
| Referens: INSEE |